# 이세 (시인)
이세(일본어: 伊勢, 872년 ~ 938년)는 일본 헤이안 시대의 궁녀, 시인이다. 당대의 명사들과 교류하고 우다 천황의 궁정에서 후궁이 되었다.

## 와카
```
나니와 개펄 갈대의 짧은 마디 사이만큼도 당신을 만나지 못한 채 지내란 말씀인가요
難波潟短き蘆のふしの間も逢はでこの世を過ぐしてよとや
```